# Prochody
Prochody (německy Prochod) je malá vesnice, část obce Újezd u Chocně v okrese Ústí nad Orlicí. Nachází se asi 1,5 kilometru severozápadně od Újezdu u Chocně. Prochody leží v katastrálním území Újezd u Chocně o výměře 16,35 km².

## Historie
První písemná zmínka o vesnici pochází z roku 1724.

## Galerie

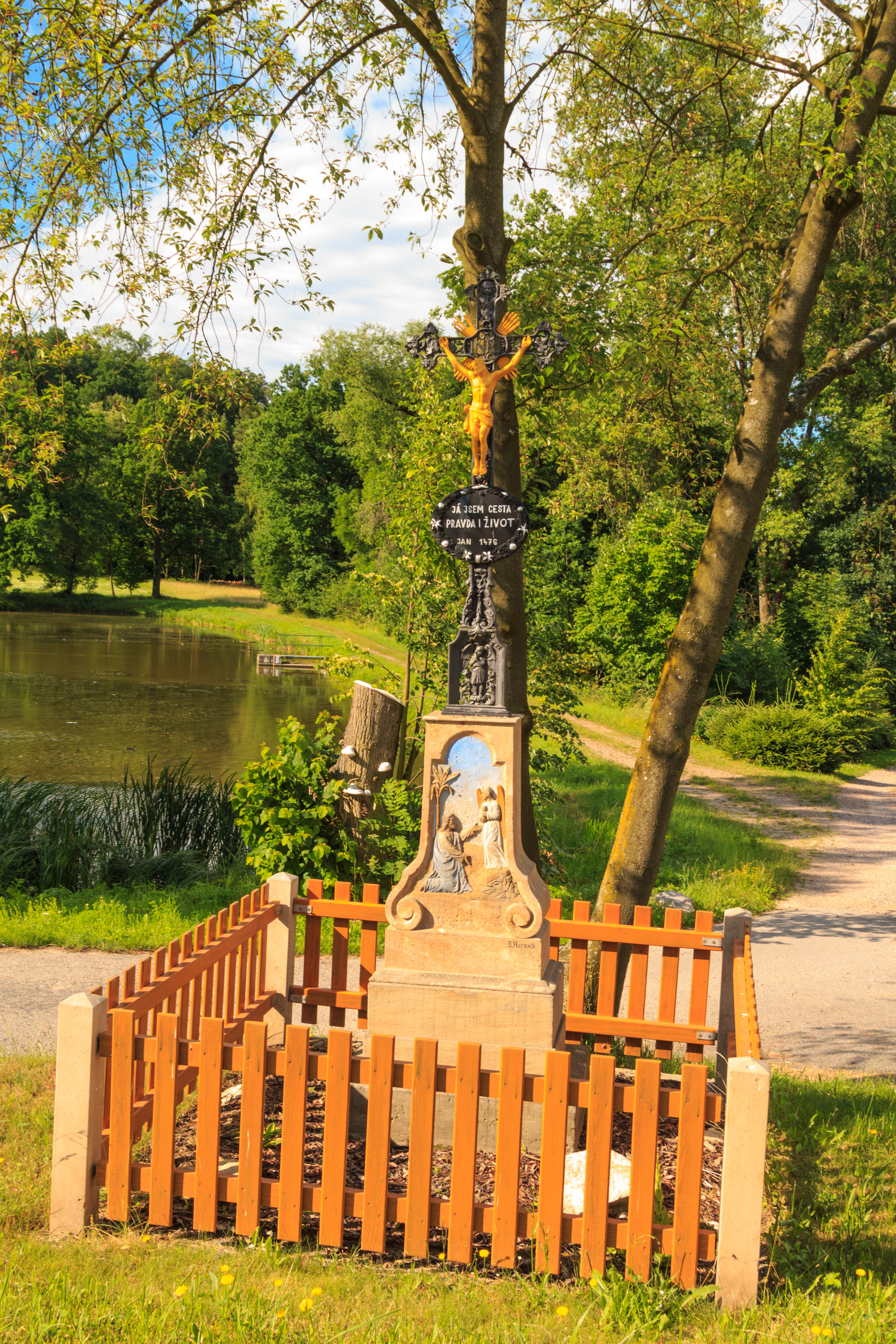
Křížek
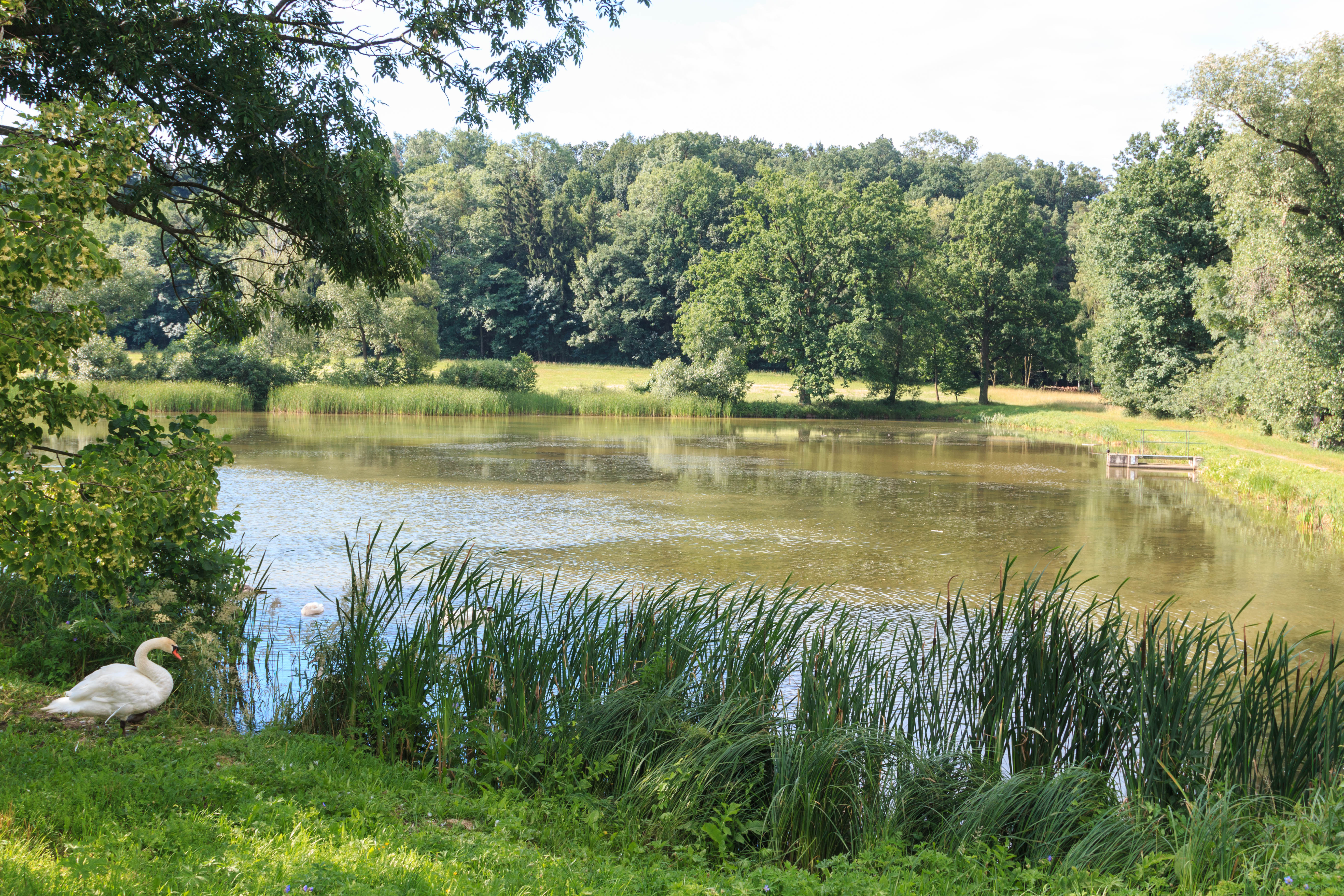
Prochodský rybník
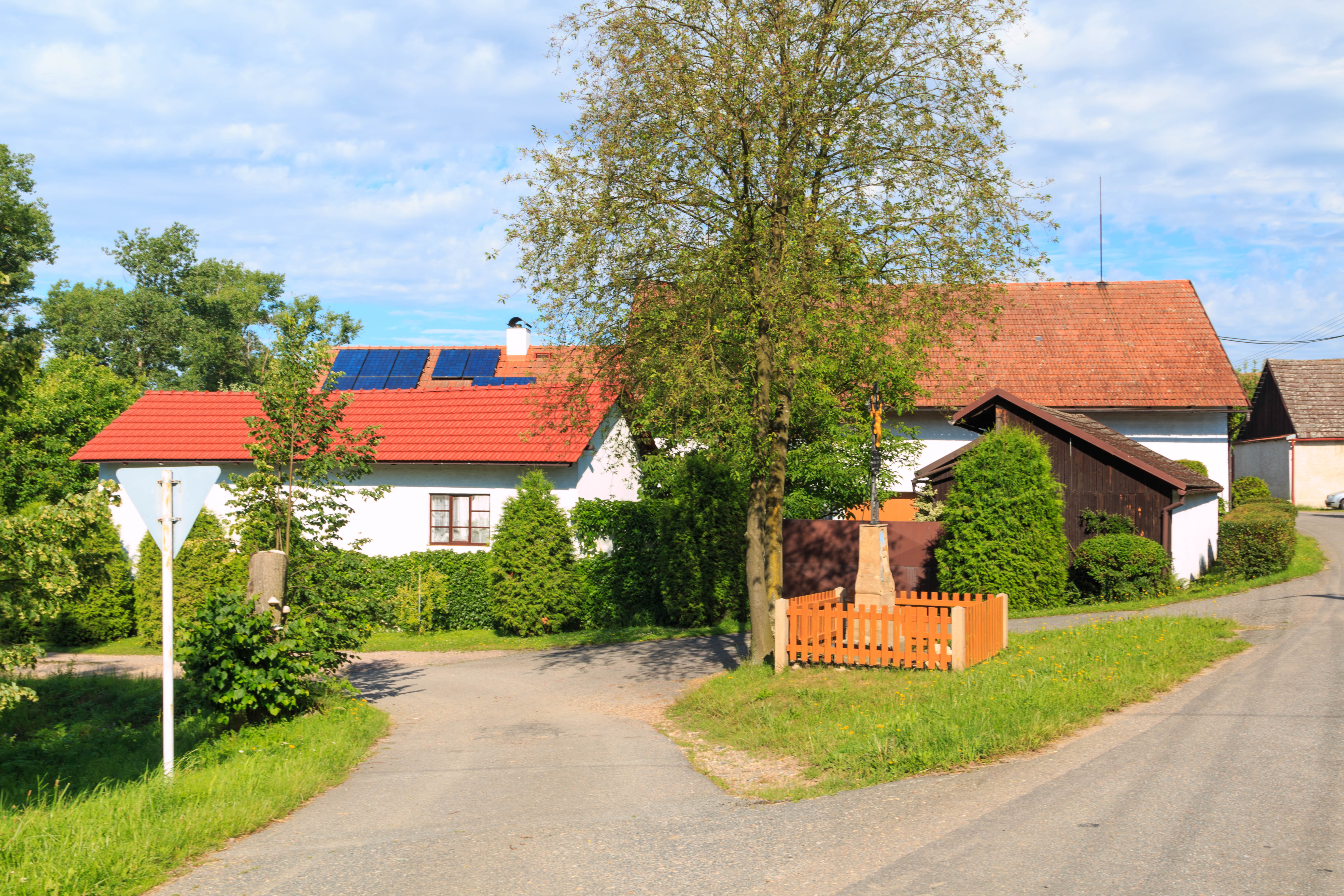
Dům čp. 11
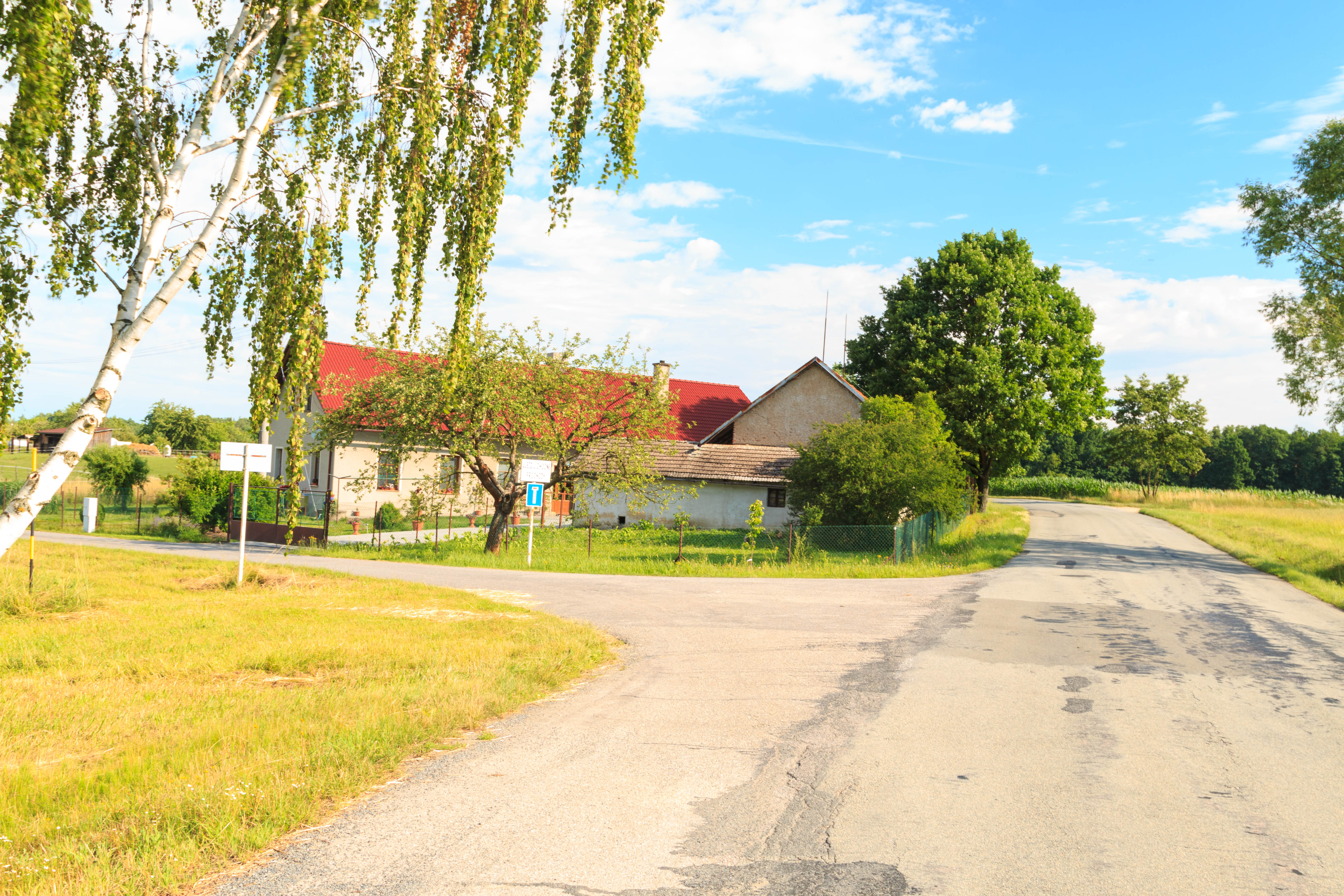
Dům čp. 15